# 长江海鞘属
长江海鞘属（学名：Cheungkongella）是海鞘纲下的一个属。目和科的地位未定。产于云南早寒武世地层中，是澄江化石库的一分子。

## 下属物种
本属包括以下物种：
- 长江海鞘 ，1999年发现于中国昆明市海口地区距今5.3亿年前的筇竹寺组地层。[2]